# Seraina Murk
Seraina Murk (* 18. Mai 1971) ist eine ehemalige Schweizer Freestyle-Skierin und aktuelle Speedski-Fahrerin. Sie war von 2003 bis 2011 auf die Disziplin Skicross spezialisiert und fährt seit der Wintersaison 2015 im Speedski-Weltcup mit.

## Biografie
Murk hatte ihr Debüt im Freestyle-Weltcup am 23. November 2003 in Saas-Fee, wo sie auf den 8. Platz fuhr und die ersten Weltcuppunkte gewann. Die erste Podestplatzierung folgte am 21. Februar 2004 mit Platz 3 in Naeba. Im Winter 2004/05 reichte es zwar nicht aufs Podest, doch errang sie viermal eine Top-10-Platzierung. Ein 6. Platz war in der Weltcupsaison 2005/06 das beste Ergebnis. Die bisher letzte Podestplatzierung gelang Murk am 10. Januar 2007 in Flaine. Mit insgesamt drei Top-10-Platzierungen belegte sie in der Skicross-Disziplinenwertung des Weltcups den 4. Platz. Bei der Weltmeisterschaft 2007 in Madonna di Campiglio schaffte sie es in den Finallauf, verpasste aber als Vierte knapp eine Medaille.
Im Verlaufe der Saison 2007/08 fuhr Murk in Weltcuprennen viermal unter die besten zehn. Dieses Niveau konnte sie in der Saison 2008/09 wegen diverser Verletzungen nicht halten, beste Ergebnisse waren zwei 12. Plätze. Weitere Verletzungen in der ersten Hälfte der Saison 2009/10 hatten zur Folge, dass sie sich nicht für die Olympischen Winterspiele qualifizieren konnte. Beim ersten nacholympischen Weltcuprennen revanchierte sie sich mit dem 6. Platz, dem besten Ergebnis des Winters. 2011 nahm Murk nur an einem Weltcuprennen teil. Nach dem Schweizer Meisterschaften am 2. April 2011 trat sie vom Skicross-Spitzensport zurück.
Am 2. März 2015 gab sie in Grandvalira/Andorra ihr Comeback in der Disziplin SDH Speedskiing. Dort holte sie sich an den Weltmeisterschaften Gold und sicherte sich den Weltmeister-Titel gleich bei ihrem Debüt. Beim Weltcup am folgenden Tag fuhr sie auf den 2. Platz.
An den Speedmasters Rennen am 3. April 2015 in Vars/Frankreich setzte sie mit 196.507 km/h einen neuen Schweizer Rekord.

## Erfolge Skicross
Weltmeisterschaften
- Ruka 2005: 20. Skicross
- Madonna di Campiglio 2007: 4. Skicross

Weltcup
- Saison 2003/04: 8. Skicross-Weltcup
- Saison 2004/05: 5. Skicross-Weltcup
- Saison 2005/06: 9. Skicross-Weltcup
- Saison 2006/07: 4. Skicross-Weltcup
- Saison 2007/08: 8. Skicross-Weltcup
- 20 Platzierungen unter den besten zehn, davon 2 Podestplätze

Weitere Erfolge
- 3 Podestplätze im Europacup, davon 1 Sieg

## Erfolge Speedskiing SDH
Weltmeisterschaften
- Pas de la Casa 2015: 1. Speed Downhill

Weltcup
- 1 Podestplatz

Weitere Erfolge
- Schweizer Rekord, Speedmasters Vars 2015, 196,507 km/h